# Narni
Narni es una localidad italiana de la provincia de Terni, región de Umbría. Se encuentra en el punto medio geográfico de Italia. Está construida sobre una colina a 240 metros sobre el nivel del mar. Es la ciudad natal del emperador romano Nerva.
La ciudad tiene espectaculares vistas del valle del río Nera y ofrece itinerarios arqueológicos y artísticos, además una abundante historia natural para el turista.

## Demografía
| Gráfica de evolución demográfica de Narni entre 1861 y 2001 |
|                                                             |
| Fuente ISTAT                                                |

## Historia
Narni, con su antiguo nombre Nequinum, es mencionada en documentos históricos de al menos el año 600 a. C. En 299 a. C., se convirtió en colonia romana y adoptó el nombre de Narnia. En el año 233 a. C. se construyó la "Vía Flaminia", que ayudó a las comunicaciones de Narnia. En 217 a. C., durante la segunda guerra púnica, apenas unos días después de la batalla de Trasimeno, el ejército púnico de Aníbal se aproximó a la ciudad con intención de cruzar el río Nar, pero el puente había sido destruido, por lo que arrasó la comarca antes de abandonar el área. La población se volvió más importante en 90 a. C., cuando se convirtió en municipio. 
El primer obispo cristiano de Narni, Juvenal de Cartago, fue elegido en el año 386 y llegó a ser consagrado como santo patrono de la ciudad.
En el siglo XI, Narni se convirtió en "comuna libre" (ciudad autónoma). Entre el siglo XII y el XIV, Narni alcanzó su mayor período de esplendor y se construyó una escuela de pintura y orfebres. Muchos artistas del renacimiento produjeron trabajos para clientes y patronos en Narni: Rossellino, Ghirlandaio, Gozzoli, Vecchietta, Antoniazzo Romano y Spagna. Pero en 1527, el lansquenete destruyó Narni casi completamente. Lentamente, las paredes, construcciones e iglesias fueron reconstruidas y para finales de ese siglo XVI, Narni se había restablecido.
Mucha gente famosa ha nacido en Narni, incluyendo el emperador Cocceio Nerva, el condottiero Gattamelata, la Beata Lucía, Berardo Eroli, Galeotto Marzio y S. Casio.

## Narnia
La tradición cuenta que C.S. Lewis sintió predilección por el topónimo de Narnia, el nombre latino de Narni, al encontrar la ciudad en un atlas cuando era niño y que lo inspiró para sus Crónicas de Narnia. Lo cierto es que el escritor era un gran conocedor de los clásicos latinos, lectura que le acompañó durante toda su juventud.